# Logovardis flygplats
Logovardis flygplats (makedonska: Аеродром Логоварди) är en flygplats i Nordmakedonien. Den ligger i den södra delen av landet, 110 kilometer söder om huvudstaden Skopje. Logovardis flygplats ligger 575 meter över havet.